# Gabriel Ramanantsoa
Gabriel Ramanantsoa (Antananarivo, 13 de abril de 1906 - Paris. 9 de maio de 1979)) foi um militar malgaxe de formação francesa, sendo presidente de Madagáscar entre 1972 e 1975. Acumulou também as funções de primeiro-ministro e chefe do exercito.